# Лункань (Клуж)
Лункань, Лункані (рум. Luncani) — село у повіті Клуж в Румунії. Входить до складу комуни Луна.
Село розташоване на відстані 281 км на північний захід від Бухареста, 43 км на південний схід від Клуж-Напоки.

## Населення
За даними перепису населення 2002 року у селі проживали 1454 особи.
Національний склад населення села:
| Національність | Кількість осіб | Відсоток |
| -------------- | -------------- | -------- |
| румуни         | 921            | 63,3%    |
| угорці         | 422            | 29,0%    |
| цигани         | 109            | 7,5%     |

Рідною мовою назвали:
| Мова      | Кількість осіб | Відсоток |
| --------- | -------------- | -------- |
| румунська | 1019           | 70,1%    |
| угорська  | 421            | 29,0%    |
| циганська | 13             | 0,9%     |